# Salzmann (Familienname)
Salzmann ist ein deutscher Familienname.

## Herkunft und Bedeutung
Salzmann ist ein Berufsname und bedeutet Salzverkäufer bzw. Salztransporteur.

## Namensträger
- Wilhelm Düerkop (genannt Salzmann; 1928–2019), deutscher Kunstflieger

### A
- Adolf Salzmann (1856–1938), deutscher Jurist
- Albert Salzmann (1833–1897), russischer Architekt
- Alexander von Salzmann (1874–1934), russischer Maler, Karikaturist und Bühnenbildner
- Amadé Salzmann (1947–1992), Schweizer Musiker und Komponist
- Aron Salzmann (1885–1945), Opfer des Nationalsozialismus, siehe Liste der Stolpersteine im Kölner Stadtteil Altstadt-Süd
- August Salzmann (1909–?), deutscher Unternehmer
- Auguste Salzmann (1824–1872), französischer Archäologe, Fotograf und Maler
- Axel Salzmann (* 1950), deutscher Eiskunstläufer

### B
- Bernhard Salzmann (Politiker, 1763) (1763–1832), Luzerner Gross- und Regierungsrat, Arzt
- Bernhard Salzmann (Politiker, 1796) (1796–1870), Mitglied der Kurhessischen Ständeversammlung
- Bernhard Salzmann (Politiker, 1886) (1886–1959), westfälischer Politiker
- Bruno Salzmann (1883–nach 1921), deutscher Radsportler

### C
- Carl Salzmann (1784–1870), deutscher Pädagoge
- Christian Salzmann (Pädagoge) (1931–2018), deutscher Pädagoge und Hochschullehrer
- Christian Gotthilf Salzmann (1744–1811), deutscher Pfarrer und Pädagoge

### D
- Dieter Salzmann (* 1950), deutscher Klassischer Archäologe
- Dora Salzmann (* 1927), deutsche Autorin

### E
- Emilian Salzmann (* 1938), österreichischer Kapellmeister und Dirigent
- Erich Salzmann (Journalist) (1840–1903), deutscher Journalist und Redakteur beim Berliner Lokal-Anzeiger und beim Tag
- Erich von Salzmann (1876–1941), Journalist und militärischer Mitarbeiter der Vossischen Zeitung
- Erich Salzmann (Geistlicher) (1929–2006), Schweizer katholischer Geistlicher, Prälat, Domherr von Santa Maria Maggiore in Rom und Apostolischer Protonotar
- Ernst Salzmann (Ornithologe) (1857–1918), deutscher Gymnasiallehrer und Ornithologe
- Ernst Julius Theodor Salzmann (1792–1855), deutscher Forstmann
- Erwin Salzmann (1904–1990), deutscher Wirtschaftsprüfer, Fabrikdirektor und Politiker

### F
- Franz Salzmann (* 1942), deutscher Festspielmanager
- Franz Joseph Salzmann (1724–1786), deutscher Baumeister und Architekt
- Friedrich Salzmann (1915–1990), Schweizer Radiomoderator, Publizist und Politiker
- Friedrich Rudolf Salzmann (1749–1821), elsässischer Publizist
- Fritz Salzmann (1906–1969), Schweizer Maschineningenieur

### G
- Georg Salzmann (Architekt) (1891–1985), deutscher Architekt und Künstler
- Georg P. Salzmann (1929–2013), deutscher Bibliophiler
- Gertraud Salzmann (* 1964), österreichische Politikerin (ÖVP)
- Gottfried Salzmann (* 1943), österreichischer Maler
- Gottlieb Salzmann (1888–1962), Schweizer Schwinger und Förderer des Schwingsports

### H
- Hans Salzmann (1900–1973), deutscher Maler und Illustrator
- Heinrich Salzmann (Fabrikant) (1851–1915), deutscher Unternehmer
- Heinrich Salzmann (Apotheker) (1859–1945), deutscher Apotheker und Verbandsfunktionär
- Heinrich Salzmann (Architekt) (1864–1941), deutscher Architekt
- Heinrich Salzmann (Politiker) (1891–nach 1944), deutscher Politiker (NSDAP)
- Heinrich Salzmann (Landrat) (1896–1979), deutscher Landrat
- Heinrich Salzmann (Maler) (* 1959), österreichischer Maler
- Helmut R. Salzmann (1930–2022), deutscher Mathematiker und Hochschullehrer
- Hermann Salzmann (1865–1950), deutscher Journalist (Sozialdemokrat)
- Horst Salzmann (1917–1997), Münchner Stadtrat (Sozialdemokrat)
- Hugo Salzmann (1903–1979), deutscher Gewerkschafter und Widerstandskämpfer

### I
- Irene Salzmann (1927–2020), deutsche Eiskunstläuferin und Eiskunstlauftrainerin

### J
- Jakob Salzmann (1484–1526), Schweizer Pädagoge und Reformator
- Jakob Salzmann (Maler) (* 1942), französischer Maler
- Jeanne de Salzmann (1889–1990), Schweizer Esoterikerin
- Johann Salzmann (Architekt) (1807–1869), österreichischer Architekt und Bautechniker
- Johann Daniel Salzmann (1722–1812), deutscher Jurist und Philosoph
- Johannes Salzmann (1679–1738), deutscher Mediziner
- Jorg Christian Salzmann (* 1956), deutscher lutherischer Theologe
- Josef Salzmann (Missionar) (1819–1874), österreichischer katholischer Priester und Missionar
- Josef Salzmann (Politiker) (1819–1892), österreichischer Kaufmann, Bürgermeister von Zell am See und Salzburger Landtagsabgeordneter
- Joseph Anton Salzmann (1780–1854), Schweizer Geistlicher, Bischof von Basel

### K
- Karl Salzmann (Politiker) (1821–1906), deutscher Rechtsanwalt und Politiker (NLP)
- Karl Salzmann (Künstler) (* 1979), österreichischer Künstler
- Karl Aubert Salzmann (1876–1934), österreichischer Rechtsanwalt und Politiker (CS)
- Karl Gottfried Salzmann (1797–1871), österreichischer Pianist, Musiklehrer und Komponist
- Karl-Heinz Salzmann (1909–nach 1975), deutscher Verlagskaufmann und Verbandsfunktionär

### L
- Laurence Salzmann (* 1944), US-amerikanischer Fotograf und Filmemacher
- Leo Salzmann (1904–1960), österreichisch-deutscher Chemiker (Auswanderung in die USA)
- Lukas Salzmann (* 1960), Schweizer Maler
- Lutz Salzmann (* 1958), deutscher Schauspieler

### M
- Manfred Salzmann (1925–2014), deutscher Geograph
- Marta Meyer-Salzmann (1913–2006), Schweizer Autorin
- Martin Salzmann (Grafiker), deutscher Illustrator und Werbegrafiker
- Martin Salzmann (Historiker) (* 1943), Schweizer Historiker
- Martin Salzmann (Eishockeyspieler) (* 1993), deutscher Eishockeyspieler
- Max Salzmann (1850–1897), deutscher Architekt
- Maximilian Salzmann (1862–1954), österreichischer Augenarzt und Hochschullehrer
- Mindel Salzmann (1885–1945), Opfer des Nationalsozialismus, siehe Liste der Stolpersteine im Kölner Stadtteil Altstadt-Süd

### P
- Paul von Salzmann (1848–1904), deutscher Generalleutnant
- Paul Salzmann (General) (1853–1908), deutscher Generalmajor
- Pawel Salzmann (1912–1985), sowjetisch-kasachischer Maler, Grafiker und Schriftsteller
- Peter Salzmann (* 1942), österreichischer Mundartlyriker
- Philipp Salzmann (1781–1851), deutscher Arzt, Botaniker und Insektenkundler

### R
- Rachel Salzmann (* 1981), Schweizer Verwaltungsbeamtin, Vizekanzlerin in der Bundeskanzlei
- Ralf Salzmann (* 1955), deutscher Langstreckenläufer
- Rolf Werner Salzmann (* 1942), Schweizer Komponist und Dirigent
- Rudolf Salzmann (1912–1992), Schweizer Pflanzenbauwissenschaftler

### S
- Sasha Marianna Salzmann (* 1985), deutsche Schriftstellerin
- Siegfried Salzmann (1928–1994), deutscher Autor, Kunsthistoriker und Kunstwissenschaftler
- Siegmund Salzmann (1869–1945), österreichischer Schriftsteller, siehe Felix Salten

### T
- Theodor von Salzmann (1726–1792), Geheimer Rat und Gesandter von Brandenburg-Ansbach und Anhalt am Reichstag in Regensburg
- Theodor Salzmann (1854–1928), deutscher Komponist und Herausgeber
- Theodor Salzmann (1907–1982), austroamerikanischer Cellist, siehe Theo Salzman
- Thomas Salzmann (* 1960), deutscher Autor

### U
- Urs Salzmann (* 1954), Schweizer Bobsportler

### V
- Valentin Salzmann (1821–1890), deutscher Mediziner und Wandervereinsfunktionär

### W
- Walter Salzmann (Ruderer) (1922–2020), deutscher Ruderer
- Walter Salzmann (Bildhauer) (1930–2008), österreichischer Bildhauer
- Walter Salzmann (Eishockeyspieler) (1936–2012), Schweizer Eishockeyspieler und -trainer
- Werner Salzmann (Politiker, 1920) (1920–2002), deutscher Politiker, Bürgermeister von Gotha
- Werner Salzmann (Politiker, 1962) (* 1962), Schweizer Politiker (SVP)
- Wilhelm Salzmann (16. Jahrhundert), deutscher Übersetzer
- Willy Salzmann (1912–1980), deutscher Bühnenbildner und Illustrator
- Wolfgang Salzmann (Pseudonym Peter Wosa; * 1945), deutscher Geograf, Lehrer und Schriftsteller